# Prêmio Multishow de Música Brasileira para Melhor Clipe
Prêmio Multishow de Música Brasileira para Melhor Clipe foi um prêmio dado anualmente no Prêmio Multishow de Música Brasileira, uma cerimônia que foi estabelecida em 1994 e originalmente chamada de Prêmio TVZ. O prêmio de Melhor Clipe foi retirado em 2017. Desde 2014, um prêmio similar tem sido apresentado: Melhor Clipe TVZ.
O prêmio teve diversas pequenas alterações de nome:
- 1994; 1996 a 1997: Melhor Clipe Nacional
- 1995; 1998 a 2011; 2013 a 2016: Melhor Clipe
- 2012: Clipe do Ano

## Vencedores e indicados

### Década de 1990
| Ano  | Vencedor(a)                                 | Indicados | Ref.  |
| ---- | ------------------------------------------- | --- | ----- |
| 1994 | —                                           | — | [ 1 ] |
| 1995 | Skank – "É Proibido Fumar"                  | — | [ 2 ] |
| 1996 | Kid Abelha – "Na Rua, Na Chuva, Na Fazenda" | — | [ 3 ] |
| 1997 | Skank – "É uma Partida de Futebol"          | — | [ 4 ] |

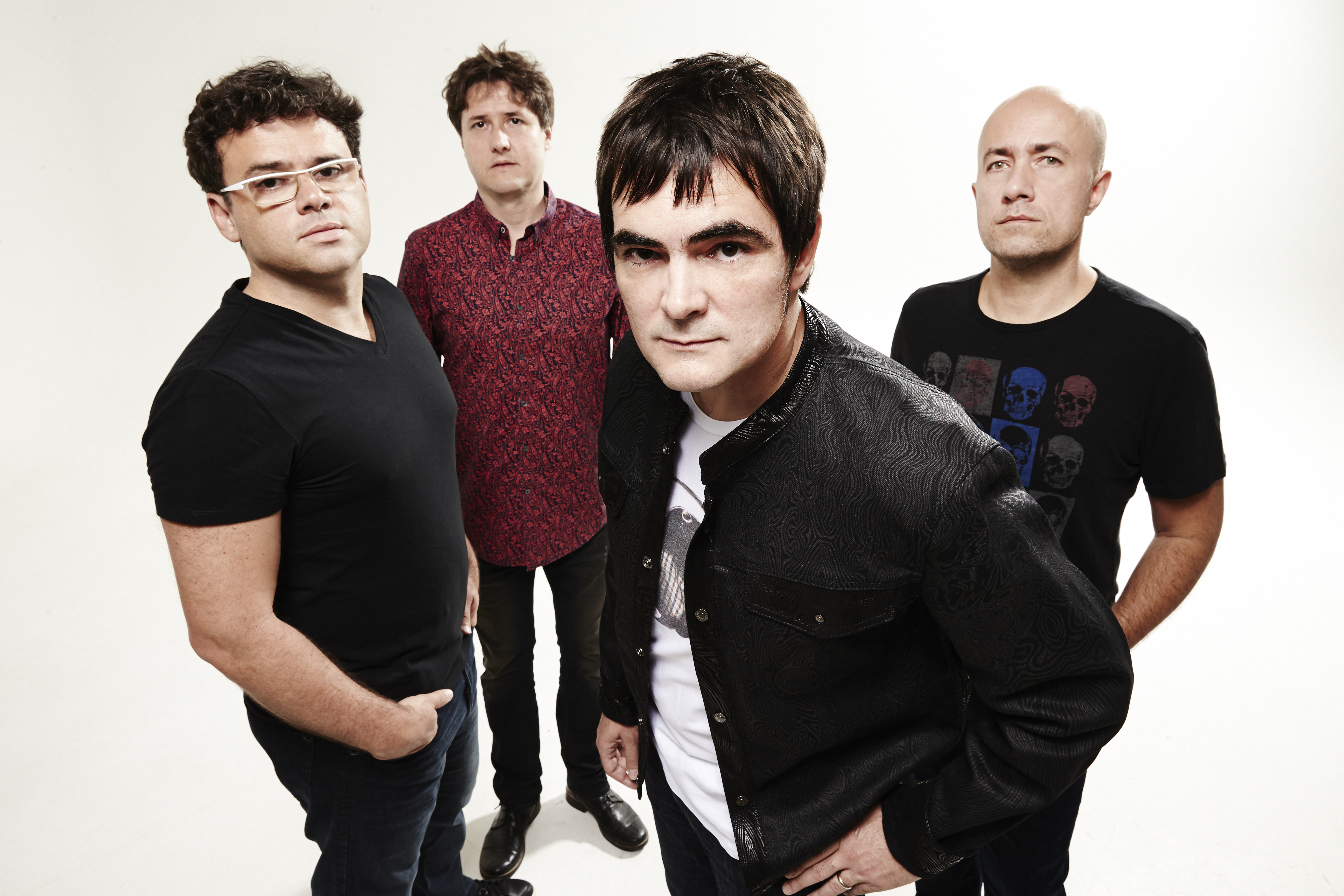
Skank venceu o prêmio quatro vezes

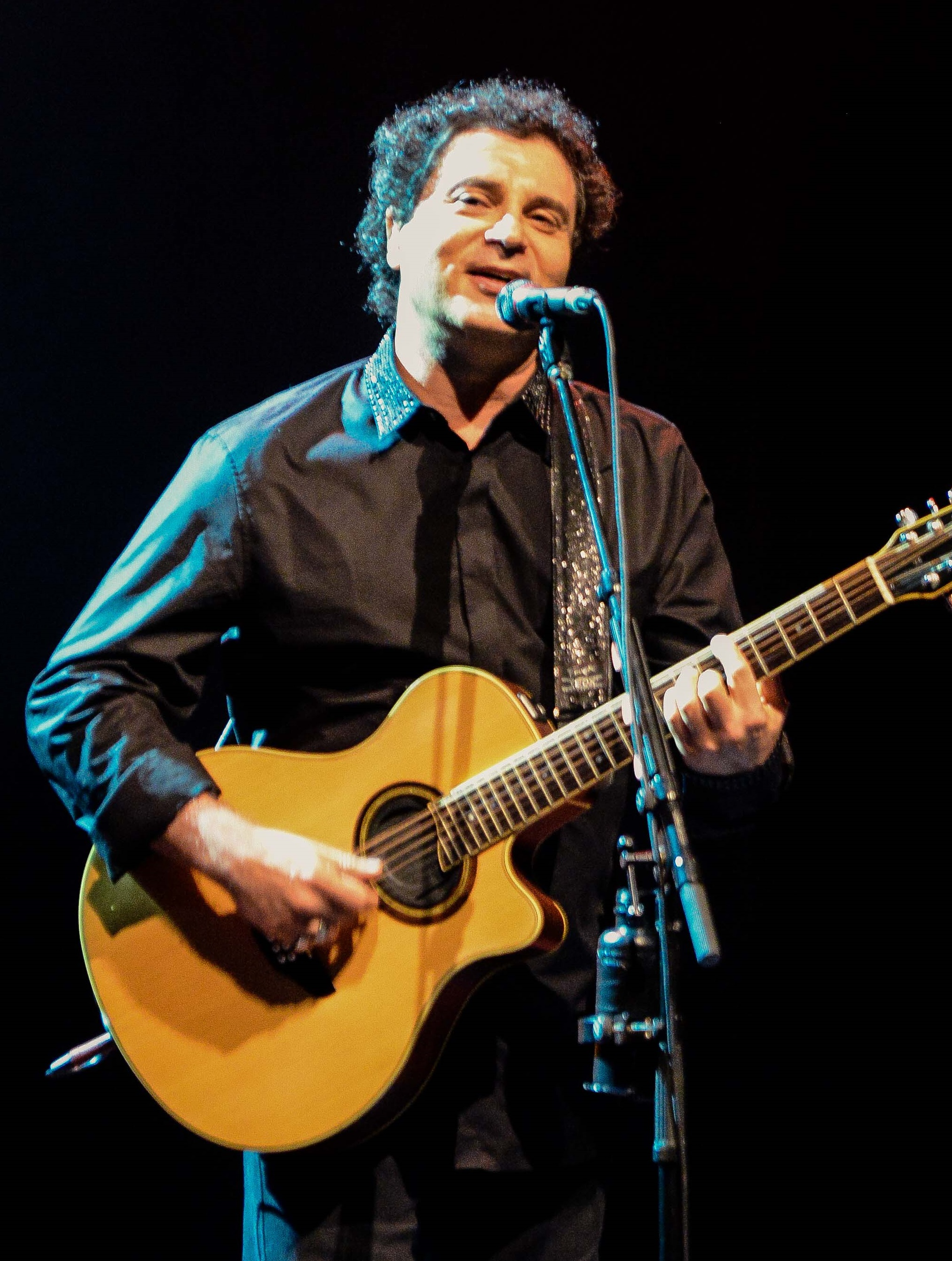
Frejat venceu o prêmio duas vezes

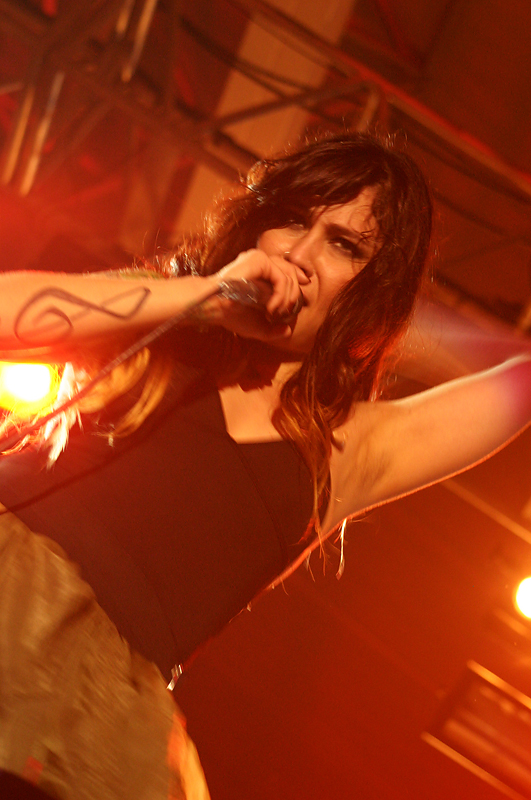
Pitty venceu o prêmio duas vezes

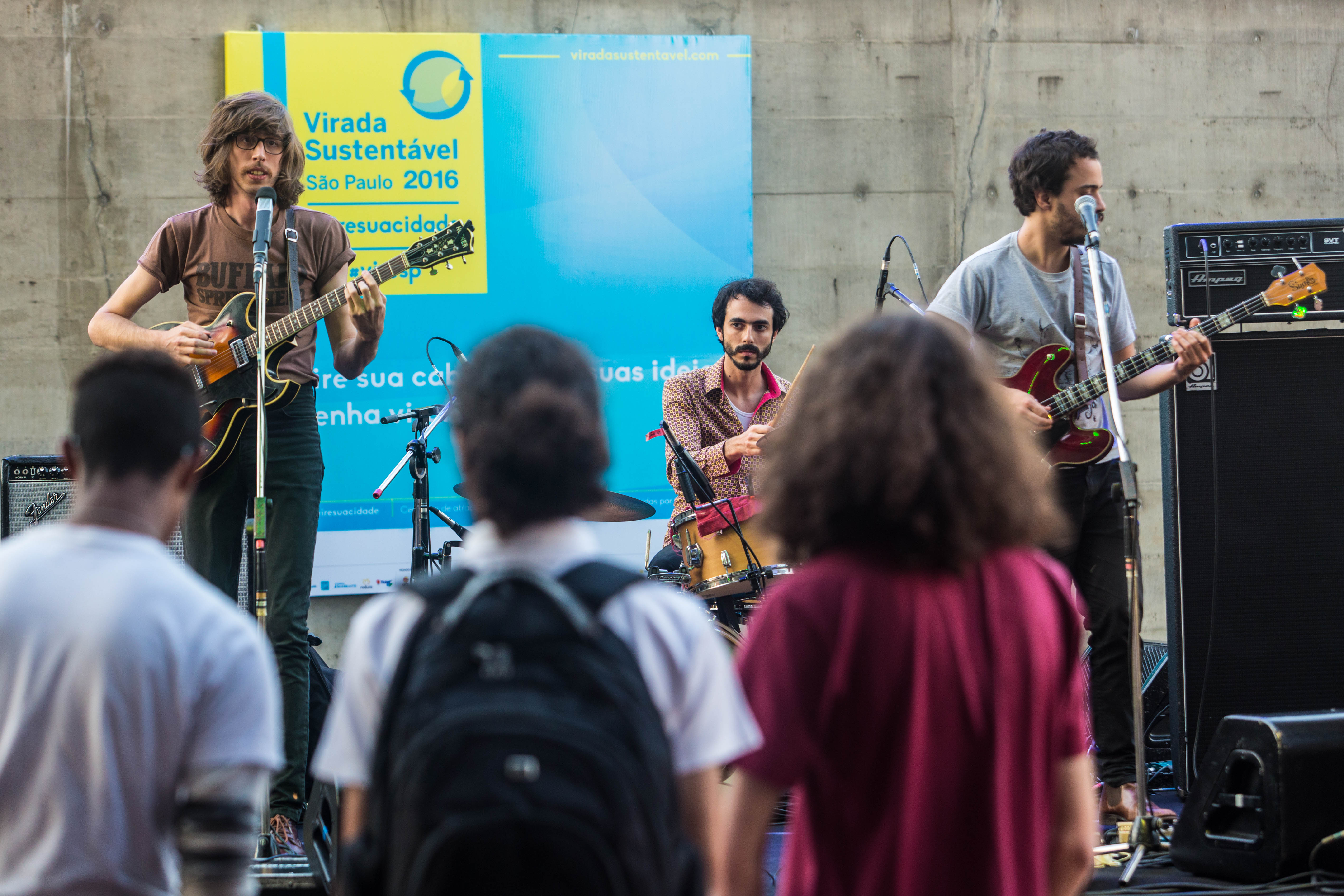
O Terno venceu o prêmio duas vezes

| 1998 | Gabriel o Pensador – "Cachimbo da Paz"      | - Charlie Brown Jr. – "Proibida pra Mim" - Skank – "Garota Nacional" - Skank – "É uma Partida de Futebol" - Titãs – "Os Cegos do Castelo" | [ 5 ] |
| 1999 | Skank – "Saideira"                          | - Barão Vermelho – "Por Você" - Pato Fu – "Eu Sei" - Titãs – "É Preciso Saber Viver" - Zélia Duncan – "Verbos Sujeitos"                   | [ 6 ] |

### Década de 2000
| Ano  | Vencedor(a)                                     | Indicados | Ref.   |
| ---- | ----------------------------------------------- | --- | ------ |
| 2000 | O Rappa – "Minha Alma (A Paz Que Eu Não Quero)" | - Chico Buarque – "O Meu Amor" - Los Hermanos – "Anna Júlia" - Raimundos – "A Mais Pedida" - Sandy & Junior – "Imortal"                            | [ 7 ]  |
| 2001 | Sandy & Junior – "A Lenda"                      | - Adriana Calcanhotto – "Devolva-me" - Charlie Brown Jr. – "Rubão, o Dono do Mundo" - Marisa Monte – "Amor I Love You" - Pato Fu – "Made in Japan" | [ 8 ]  |
| 2002 | Arnaldo Antunes – "Essa Mulher"                 | - Ira! – "Entre Seus Rins" - KLB – "Minha Timidez" - Leonardo – "Todas as Coisas do Mundo" - Sandy & Júnior – "O Amor Faz"                         | [ 9 ]  |
| 2003 | Frejat – "Segredos"                             | - Gilberto Gil – "Kaya N'Gan Daya" - Jorge Vercillo – "Que Nem Maré" - Sandy & Junior – "Love Never Fails" - Tribalistas – "Já Sei Namorar"        | [ 10 ] |
| 2004 | Frejat – "Túnel do Tempo"                       | - Detonautas – "Olhos Certos" - Los Hermanos – "Cara Estranho" - Marcelo D2 – "Loadeando" - Sandy & Junior – "Desperdiçou"                         | [ 11 ] |
| 2005 | Pitty – "Semana que Vem"                        | - Adriana Calcanhotto – "Fico Assim Sem Você" - Cidade Negra – "Perto de Deus" - O Rappa – "O Salto" - Sandy & Junior – "Nada Vai Me Sufocar"      | [ 12 ] |
| 2006 | Pitty – "Memórias"                              | - Babado Novo – "Bola de Sabão" - Hateen – "1997" - Jay Vaquer – "Cotidiano de um Casal Feliz" - Os Paralamas do Sucesso – "Na Pista"              | [ 13 ] |
| 2007 | Marcelo D2 – "Dor de Verdade"                   | - Capital Inicial – "Eu Nunca Disse Adeus" - Ira! – "Eu Vou Tentar" - Negra Li – "Você Vai Estar na Minha" - Pitty – "Na Sua Estante"              | [ 14 ] |
| 2008 | Charlie Brown Jr. – "Pontes Indestrutíveis"     | - Capital Inicial – "Aqui" - CPM 22 – "Nossa Música" - NX Zero – "Pela Última Vez" - Pitty – "Pulsos"                                              | [ 15 ] |
| 2009 | Skank e Negra Li – "Ainda Gosto Dela"           | - Fresno – "Uma Música" - Jota Quest – "La Plata" - Marcelo D2 – "Desabafo" - O Rappa – "Monstro Invisível"                                        | [ 16 ] |

### Década de 2010
| Ano  | Vencedor(a)                          | Indicados | Ref.   |
| ---- | ------------------------------------ | --- | ------ |
| 2010 | NX Zero – "Espero a Minha Vez"       | - Cine – "A Usurpadora" - Hori – "Segredo" - Pitty – "Me Adora" - Skank – "Noites de um Verão Qualquer"            | [ 17 ] |
| 2011 | Restart – "Pra Você Lembrar"         | - Capital Inicial – "Depois da Meia Noite" - NX Zero – "Onde Estiver" - Pitty – "Só Agora" - Sandy – "Quem Eu Sou" | [ 18 ] |
| 2012 | O Terno – "66"                       | - Criolo – "Mariô" - Mallu Magalhães – "Velha e Louca"                                                             | [ 19 ] |
| 2013 | Anitta – "Show das Poderosas"        | - Banda Tereza – "Sandau" - Apanhador Só – "Despirocar"                                                            | [ 20 ] |
| 2014 | Bonde do Rolê – "Vida Loka"          | - Banda do Mar – "Mais Ninguém" - Criolo – "Duas de Cinco + Cóccix-ência"                                          | [ 21 ] |
| 2015 | Emicida – "Boa Esperança"            | - Karol Conká part. Tropkillaz – "Tombei" - Nação Zumbi – "Um Sonho" - Nego do Borel – "Redes Sociais"             | [ 22 ] |
| 2016 | O Terno – "Ai, Ai, Como Eu Me Iludo" | - Anitta – "Bang" - Céu – "Perfume do Invisível"                                                                   | [ 23 ] |